# Top Race Junior
A Top Race Junior é uma categoria de turismo na Argentina disputada desde 2017. Ela é uma das categoria de acesso da Top Race, junto da Top Race Series.

## História

### Origens

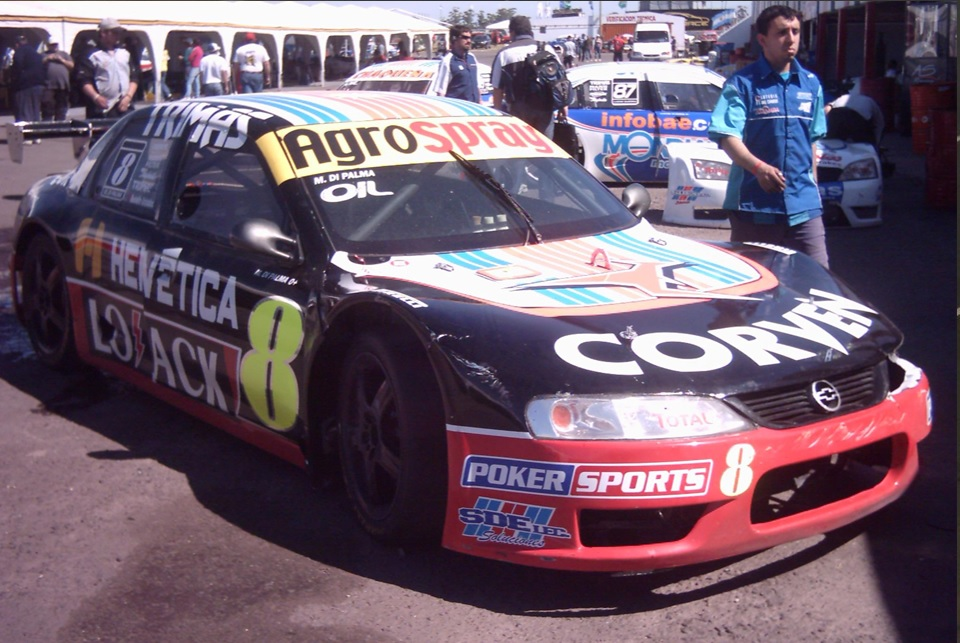
Chevrolet Vectra da Top Race Junior, em 2011

Após a criação da Top Race V6 em 2005, a organização da categoria (com Alejandro Urtubey no comando), decidiu utilizar os antigos carros da categoria para criar uma categoria de acesso. Desta forma, a Top Race Pista (ou Top Race Original) foi criada, como uma alternativa mais barata para os pilotos que não conseguiriam pagar uma temporada na TRV6.
Porém, em 2006, a Top Race Pista sofreria com o pouco interesse dos competidores em participar da categoria, a ponto de não conseguir consolidar um grid estável, muito menos, conseguir reunir um grid mínimo de 15 competidores, de forma que após as quatro primeiras etapas, a organização decidiu encerrar a categoria.

### Top Race Junior
Após a suspensão das atividades do Top Race Original gerou um vazio entre a TRV6 e outras categorias que serviriam como acesso para a TRV6, devido as capacidade do novo carro da categoria principal. Desse modo, em 2007, implementou-se uma nova categoria para promover a formação de pilotos. Esta categoria foi nomeada como Top Race Junior.
A categoria de acesso da Top Race foi apresentada no final de 2006, mas fez sua aparição oficial em 2007. Seu nome, conforme indicado na época, indicava que foi criado com o único objetivo de servir como categoria escola para pilotos que desejavam competir no TRV6. Essa categoria foi criada dentro do mesmo padrão do TRV6, usando a mesma configuração de motores e chassis para toda a divisão, revestida em bolhas de corrida que imitam as carrocerias de três modelos: Chevrolet Vectra II, Ford Mondeo II e Alfa Romeo 156 . Porém, diferentemente da TRV6, a TR Junior foi pensado e adaptado a parâmetros menores do que na categoria principal.
A primeira grande diferença entre a TR Junior e a TRV6 estava na motorização, já que o Top Race Junior trazia um motor Duratec by Berta 2.2 4-cil, gerando 260 cv (191 kW). Outras diferenças com o TRV6, residiam nas dimensões das unidades (reduzidas em relação ao TRV6) e na tração dos carros, pois apesar de serem ambos de tração traseira, o TRV6 era equipado com de um diferencial com semieixos independentes, enquanto o TR Junior usava um diferencial de eixo rígido.

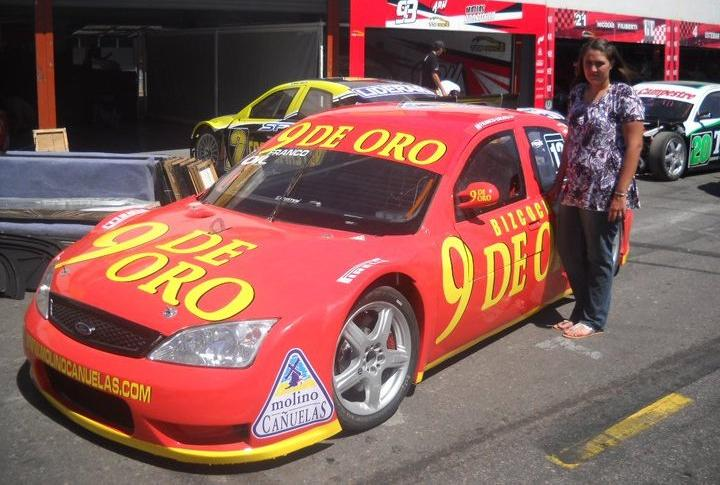
Ford Mondeo da Top Race Series

.A paridade demonstrada nesta categoria era tal que nos primeiros três anos, seus três primeiros campeões conquistaram seus títulos com as três marcas que disputam este torneio.
O nível dos pilotos demonstrado no último ano na categoria, somado à incorporação de pilotos com experiência internacional (como Nicolás Filiberti ou Adrián Hang) e a incursão de pilotos mais experientes, fez se ventilar a ideia de uma troca no nome desta categoria, já que o termo "Junior" foi pensado com o objectivo de criar novos pilotos no automobilismo argentino. No entanto, pelas causas anteriormente nomeadas, a organização da Top Race, pensou seriamente em trocar o nome da categoria, executando finalmente um concurso através do site da categoria, onde o público votaria o novo nome da categoria de acesso.

### Top Race Series
No dia 25 de julho de 2010, após a prova disputada pela categoria em Interlagos, um grupo de pilotos abordou o presidente da categoria, Alejandro Urtubey, para apresentar a ideia da mudança do nome. Diante desse pedido, Alejandro Urtubey resolveu deferir o pedido e lançou um concurso no site da categoria para que o público votasse em um novo nome para a Top Race Junior, indicando o crescimento da categoria em seus quatro anos de existência. 
Por fim, em 18 de setembro de 2010, foi apresentado ao público o novo nome da categoria. A partir dessa data, o Top Race Junior passou a se chamar Top Race Series, nome que foi escolhido via internet pelos fãs da categoria e pelos usuários do site de onde foi realizada a votação. O nome Top Race Series foi escolhido por 1.245 pessoas, o que representou aproximadamente 44% da votação, tendo uma boa aceitação dos pilotos.  Outros nomes oferecidos para renomear a categoria foram Top Race V4 (que ficou em segundo lugar com 30% e 865 votos), Top Race Pista (3º com 8% e 233 votos), Top Race Argentina, Top Race Oro e Top Race L4, entre outros.

### Top Race Junior (segunda iteração)
Após dois anos de desenvolvimento  a Top Race acabaria apresentando seus novos carros em 2012. Desta forma, os antigos carros da TRV6 passaram a fazer parte da categoria, agora chamada de Top Race Series V6 (TRSV6) a partir da temporada de 2012. Da mesma forma, os antigos carros da Top Race Series foram para a nova Top Race Junior, continuando a cumprir sua função de categoria de acesso. Ao mesmo tempo, foi determinado que tanto a TRSV6 quanto a TR Junior sofreriam uma redução na potência de seus motores, passando o Jaguar 3.0 V6 de 354 cv (260 kW) para 273 cv (201 kW), enquanto os Duratec by Berta reduziram sua potência de 260 cv (191 kW) a 210 cv (156 kW).
Em sua primeira temporada após o retorno, a TR Junior sofreu com as consequências do plano de criação da Top Race NOA, já que seus grids contariam com uma ampla e massiva participação do Ford Mondeo, apresentando um pequeno punhado de representantes das demais marcas, entre elas, os carros da equipe oficial da Fiat. Com esses ingredientes, o campeonato foi conquistado pelo piloto Facundo Della Motta, que competia com um Ford Mondeo II da equipe SDE Competición.
Porém, para a temporada seguinte, as consequências do projeto da Top Race NOA seriam mais óbvias, já que em sua primeira etapa, o Top Race Junior não chegaria a ter mais de dez carros no grid. Esta situação iria repetir-se nas quatro etapas seguintes, tendo reunido um total de 15 pilotos inscritos durante todo o ano. Após o desenrolar da quinta etapa do campeonato de 2013, a Top Race anunciou o cancelamento definitivo das atividades do Top Race Junior, para dar lugar à Top Race NOA. 

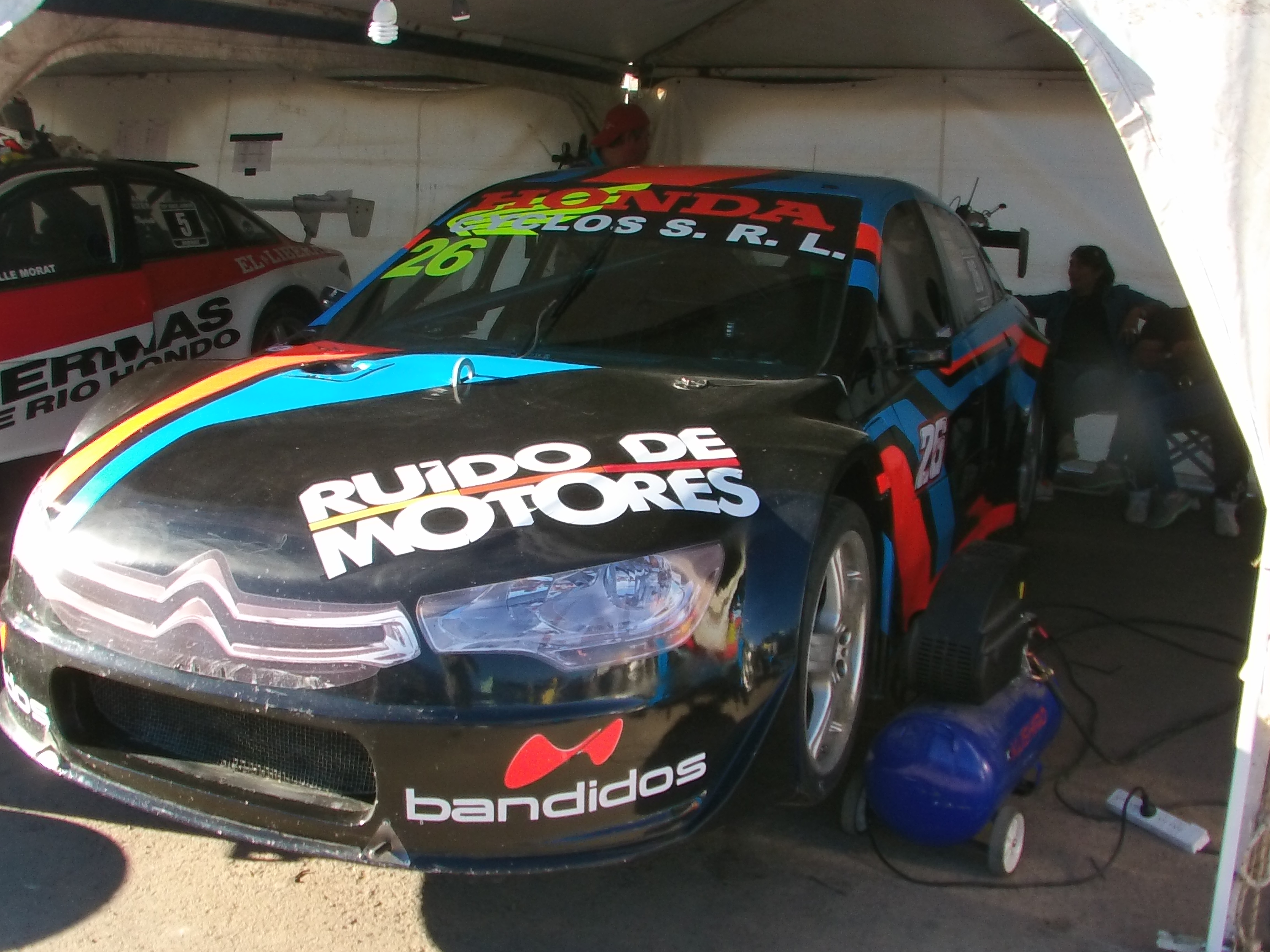
Citroën C4 Lounge da Top Race Junior

O campeonato Top Race Junior 2013 acabaria sendo declarado nulo, No entanto, a categoria anunciaria a possibilidade de continuar o campeonato dentro do Top Race NOA, concedendo aos seus participantes um desconto de 40% em relação ao orçamento a ser pago pela participação na nova categoria, ou passar para o Top Race Series para dar continuidade ao torneio. 

### A criação da Top Race NOA e o retorno do TR Junior
Após a mudança de nome da Top Race Junior, a categoria preparou um plano de renovação que incluiu a apresentação de uma novo carro para a categoria principal. Paralelamente, ocorreria também a entrada de uma quarta marca para a categoria de acesso, neste caso, a Fiat, através do seu modelo Fiat Linea . Paralelamente a tudo isso, a organização da Top Race firmaria um acordo com a SDE Competición para a criação da Top Race NOA, destinada exclusivamente ao noroeste argentino. Para isso, a equipe adquiriria um lote de veículos que eram usados pela Top Race Junior/Series, a fim de criar esta categoria que teria o objetivo de formar talentos e novos pilotos para o Top Race.
Após o segundo cancelamento da Top Race Junior em meados de 2013, a Top Race NOA foi apresentada na segunda metade do ano. A categoria foi criada sobre as bases da Top Race Junior, após o acordo com o SDE Competición em 2012, com o fim de criar uma categoria regional da Top Race no noroeste argentino. Nesse sentido, a categoria teve como sua base de operações, as instalações da SDE Competición, no Autódromo Termas de Rio Hondo. A categoria teve sua primeira temporada em 2014.
Para a temporada de 2015, começou a se reformular a categoria, se usando carros com bolha baseada no Fiat Linea, mas com modificações na frente, possibilitando a colagem de decais que reproduziam a frente do modelo utilizado pelo piloto (que poderia ser da Audi, Citroën, Chevrolet, Fiat, Ford, Mercedes-Benz e Peugeot). Em termos mecânicos, o motor continuou o mesmo utilizado pelo TR Junior até 2012, o Duratec by Berta 2.2 4-cil, acoplado a uma caixa Sáenz, sequencial, de 5 velocidades.
Finalmente, e depois de duas temporadas desenvolvidas entre 2013 e 2015, começou-se a avaliar a possibilidade de elevar a Top Race NOA para partilhar o calendário nacional da Top Race a partir de 2016, coisa que aconteceu após a segunda etapa daquela temporada. Porém, como esta divisão voltou a adotar a classificação nacional da categoria, esta alternativa acabou por fazer com que ela perdesse o nome de Top Race NOA, recuperando pela terceira vez o nome original de Top Race Junior.

## Modelos Homologados
Modelos homologados para a temporada 2022
- Chevrolet: Chevrolet Cruze
- Fiat: Fiat Linea
- Ford: Ford Mondeo
- Citroën: Citroën C4
- Mercedes-Benz: Mercedes-Benz CLA
- Audi: Audi S6

## Campeões
| Temporadas | Campeões            | Carro             | Referências |
| ---------- | ------------------- | ----------------- | ----------- |
| 2007       | Federico Bathiche   | Alfa Romeo 156    | [ 3 ]       |
| 2008       | Gonzalo Pérola      | Ford Mondeo       | [ 4 ]       |
| 2009       | German Giles        | Chevrolet Vectra  | [ 5 ]       |
| CA 2010    | Humberto Krujoski   | Ford Mondeo       | [ 6 ]       |
| 2012       | Facundo Della Motta | Ford Mondeo       | [ 7 ]       |
| 2013       | Cancelada           | Cancelada         | [ 8 ] [ 9 ] |
| 2016       | Giovanni Elizalde   | Audi S6           | [ 10 ]      |
| 2017       | Martin Ferreyra     | Chevrolet Cruze   | [ 11 ]      |
| 2018       | Santiago Piovano    | Citroën C4        | [ 12 ]      |
| 2019       | Ariel Persa         | Toyota Corolla    | [ 13 ]      |
| 2020       | Thomas Micheloud    | Chevrolet Cruze   | [ 14 ]      |
| 2021       | Jose Malbran        | Mercedes-Benz CLA | [ 15 ]      |
| 2022       | Franco Beatini      | Mercedes-Benz CLA | [ 16 ]      |
| 2023       | Juan Cruz Roca      | Mercedes-Benz CLA | [ 17 ]      |
| 2024       | Lautaro Campione    | Mercedes-Benz CLA | [ 18 ]      |

## Ver Também
- Top Race V6
- Top Race Series
- Top Race NOA